# گروه هنری برلین
گروه هنری برلین (انگلیسی: Berliner Ensemble)یک شرکت تئاتر آلمانی می‌باشد که در سال ۱۹۴۹ توسط نمایشنامه‌نویس مشهور آلمانی برتولت برشت و همسرش هلنه وایگل در برلین شرقی تأسیس شد. بعد از تبعید برتولت برشت، این شرکت ابتدا در خانه تئاتر به نام لانگ هوف مشغول به کار شد و در سال ۱۹۵۴ به شیف بائرندام منتقل شد.

## گروه هنری برتولت برشت در برلین
هنرجویان برشت، فرصتی برای اجرای نمایشنامه‌های برشت که هنوز ساخته نشده بود را در این گروه به دست آوردند. طراحان صحنه، کاسپر نهر، کارل فون آپن، و آهنگسازان پل دسو و هانس آیسلر و الیزابت هاوپتمان، از همکاران نزدیک برشت بودند. بعد از مرگ همسر برشت در سال ۱۹۵۶، وایگل ادامه مدیریت گروه را بدست گرفت و تا مرگ برشت در سال ۱۹۷۱ در همین سمت باقی ماند.
این گروه با اجرای تمرینات دقیق و طولانی، موفقیت‌های زیادی در زمینه تئاتر کسب کرد. هر تولید با یک آلبوم و پیش نمایش مستند حاوی ۶۰۰ تا ۸۰۰ عکس به اجرا گذاشته می‌شد.
زیر نظر و مدیریت دستیار هلنه وایگل، این گروه توانست فعالیت خود را به بکارگیری سایر نمایشنامه‌های اروپایی گسترش دهد و هنرپیشه‌های معروف آلمانی ترزه گیزه و ارنست بوش را نیز در نمایشنامه‌ها به کار گرفت.
بعد از اتحاد آلمان تغییرات زیادی در زمینه تئاتر بوقوع پیوست.
در سال ۱۹۹۳ این شرکت خصوصی شد.
کارگردان آمریکایی رابرت ویلسون در سال ۱۹۹۸، با تولید تئاتر برشت به نام پرواز بر فراز اقیانوس را به افتخار صد سالگی تولد برشت انجام داد. در تاریخ ۳۰ آوریل ۱۹۹۹ پایان اجرای تئاتر بود و بازار فیلم‌های سینمایی رونق به سزایی گرفت و گروه‌های هنری تئاتر نیز با شکست مواجه شدند.
در سال ۲۰۰۰ برخی تلاش کردند که مجدداً این گروه تئاتر را راه اندازی کنند و تئاترهای سیاسی به جامعه تقدیم کنند ولی بیشتر در فعالیت‌های برون مرزی موفقیت کسب کردند.